# Устьє-Городищенське
Устьє-Городи́щенське (рос. Устье-Городищенское) — присілок у складі Нюксенського району Вологодської області, Росія. Входить до складу Нюксенського сільського поселення.

## Населення
Населення — 57 осіб (2010; 65 у 2002).
Національний склад (станом на 2002 рік):
- росіяни — 95 %